# Tomáš Hájek
Tomáš Hájek (Zlín, 1 december 1991) is een Tsjechisch voetballer. De verdediger speelde tot medio 2023 voor Vitesse.

## Carrière
Tomáš Hájek speelde in de jeugd van FC Tescoma Zlín, waar hij in 2010 aan de eerste selectie werd toegevoegd. Na twee jaar op het tweede niveau van Tsjechië gespeeld te hebben, veranderde de clubnaam in FC Fastav Zlín. In het seizoen 2012/13 werd hij voor een half jaar verhuurd aan FC Hradec Králové, dat uitkwam op het hoogste niveau. In 2015 wist Hájek met Zlín naar het hoogste niveau van Tsjechië te promoveren. In de winterstop van het seizoen 2016/17 maakte hij de overstap naar de Tsjechische topclub FC Viktoria Pilsen, waarmee hij in het seizoen erna kampioen werd. In het seizoen 2018/19 kwam hij alleen in twee bekerwedstrijden in actie voor Pilsen, en werd hij zodoende de tweede seizoenshelft verhuurd aan FK Mladá Boleslav. In 2019 maakte hij de overstap naar Vitesse, waar hij een contract tot 2022 tekende. In zijn tweede seizoen reikte Vitesse tot de finale van de KNVB Beker, maar verloor deze met 2-1 van AFC Ajax. Hij verving in dit duel Maximilian Wittek in de 89e minuut.

## Clubstatistieken
| Seizoen        | Club                | Land           | Competitie             | Competitie | Competitie | Beker | Beker | Internationaal | Internationaal | Overig | Overig | Totaal | Totaal |
| Seizoen        | Club                | Land           | Competitie             | Wed.       | Dlp.       | Wed.  | Dlp.  | Wed.           | Dlp.           | Wed.   | Dlp.   | Wed.   | Dlp.   |
| -------------- | ------------------- | -------------- | ---------------------- | ---------- | ---------- | ----- | ----- | -------------- | -------------- | ------ | ------ | ------ | ------ |
| 2010/11        | FC Tescoma Zlín     | Tsjechië       | Druhá liga             | 8          | 0          | 0     | 0     | –              | –              | –      | –      | 8      | 0      |
| 2011/12        | FC Tescoma Zlín     | Tsjechië       | Fotbalová národní liga | 17         | 0          | 0     | 0     | –              | –              | –      | –      | 17     | 0      |
| 2012/13        | FC Fastav Zlín      | Tsjechië       | Fotbalová národní liga | 10         | 0          | 0     | 0     | –              | –              | –      | –      | 10     | 0      |
| 2012/13        | → FC Hradec Králové | Tsjechië       | Gambrinus liga         | 6          | 0          | 0     | 0     | –              | –              | –      | –      | 6      | 0      |
| 2013/14        | FC Fastav Zlín      | Tsjechië       | Fotbalová národní liga | 25         | 0          | 1     | 0     | –              | –              | –      | –      | 26     | 0      |
| 2014/15        | FC Fastav Zlín      | Tsjechië       | Fotbalová národní liga | 29         | 0          | 2     | 0     | –              | –              | –      | –      | 31     | 0      |
| 2015/16        | FC Fastav Zlín      | Tsjechië       | Synot liga             | 27         | 1          | 3     | 0     | –              | –              | –      | –      | 30     | 1      |
| 2016/17        | FC Fastav Zlín      | Tsjechië       | ePojisteni.cz liga     | 15         | 2          | 2     | 0     | –              | –              | –      | –      | 17     | 2      |
| 2016/17        | FC Viktoria Pilsen  | Tsjechië       | ePojisteni.cz liga     | 5          | 0          | 0     | 0     | 0              | 0              | –      | –      | 5      | 0      |
| 2017/18        | FC Viktoria Pilsen  | Tsjechië       | HET liga               | 19         | 1          | 1     | 0     | 8              | 0              | –      | –      | 28     | 1      |
| 2018/19        | FC Viktoria Pilsen  | Tsjechië       | Fortuna liga           | 0          | 0          | 2     | 0     | 0              | 0              | –      | –      | 2      | 0      |
| 2018/19        | → FK Mladá Boleslav | Tsjechië       | Fortuna liga           | 9          | 0          | 0     | 0     | –              | –              | 4      | 0      | 13     | 0      |
| 2019/20        | Vitesse             | Nederland      | Eredivisie             | 0          | 0          | 2     | 1     | –              | –              | –      | –      | 2      | 1      |
| 2020/21        | Vitesse             | Nederland      | Eredivisie             | 14         | 0          | 4     | 0     | –              | –              | –      | –      | 18     | 0      |
| 2021/22        | Vitesse             | Nederland      | Eredivisie             | 24         | 0          | 2     | 0     | 0              | 0              | 0      | 0      | 26     | 0      |
| 2022/23        | Vitesse             | Nederland      | Eredivisie             | 7          | 0          | 1     | 0     | –              | –              | –      | –      | 8      | 0      |
| Carrièretotaal | Carrièretotaal      | Carrièretotaal | Carrièretotaal         | 215        | 4          | 20    | 1     | 8              | 0              | 4      | 0      | 247    | 5      |

Bijgewerkt op 4 juni 2023.